# District de Jafarabad
Le district de Jafarabad ou Jaffarabad (en ourdou : جعفر آباد) est une subdivision administrative de la province du Baloutchistan au Pakistan. Créé en 1987, le district a pour capitale Dera Allah Yar et est situé à la frontière avec la province du Sind. 
Le district est essentiellement rural et vit de principalement de l'agriculture. Il est peuplé de quelque 510 000 habitants en 2017. Les habitants sont majoritairement baloutches et brahouis.

## Histoire
Jafarabad est inclus au sein du district de Sibi de 1970 à 1975, avant d'être intégré au district de Nasirabad lors de sa création. Le district de Jafarabad est finalement créé en 1987, et il est nommé d'après Jafar Khan Jamali, figure du Mouvement pour le Pakistan. Entre 2000 et 2002, il est de nouveau intégré à Nasirabad avant de redevenir un district distinct. En mai 2013, le district perd presque la moitié de sa superficie et de ses habitants avec la création du district de Sohbatpur par le Premier ministre Mir Hazar Khan Khoso. 

## Démographie
Lors du recensement de 1998, la population du district a été évaluée à 432 817 personnes, dont environ 20 % d'urbains. Le taux d'alphabétisation était de 19 % environ, soit bien moins que la moyenne nationale de 44 %. Il se situait à 28 % pour les hommes et 9 % pour les femmes, soit un différentiel de 19 points, contre 25 pour la moyenne nationale. 
En 2013, l'alphabétisation est estimée par les autorités à 32 %, dont 51 % pour les hommes et 10 % pour les femmes.
Le recensement suivant mené en 2017 pointe une population de 513 813 habitants, soit une croissance annuelle de 3 %, semblable à la moyenne provinciale mais supérieure à la moyenne nationale de 2,4 %. Le taux d'urbanisation augmente pour passer à 31 %.
Le district est principalement peuplé par des tribus baloutches parlant baloutchi ou brahoui. Le sindi est aussi parlé par environ 5 % de la population. Le district compte quelques minorités religieuses : 0,5 % de chrétiens et 0,3 % d'hindous en 1998.

## Administration

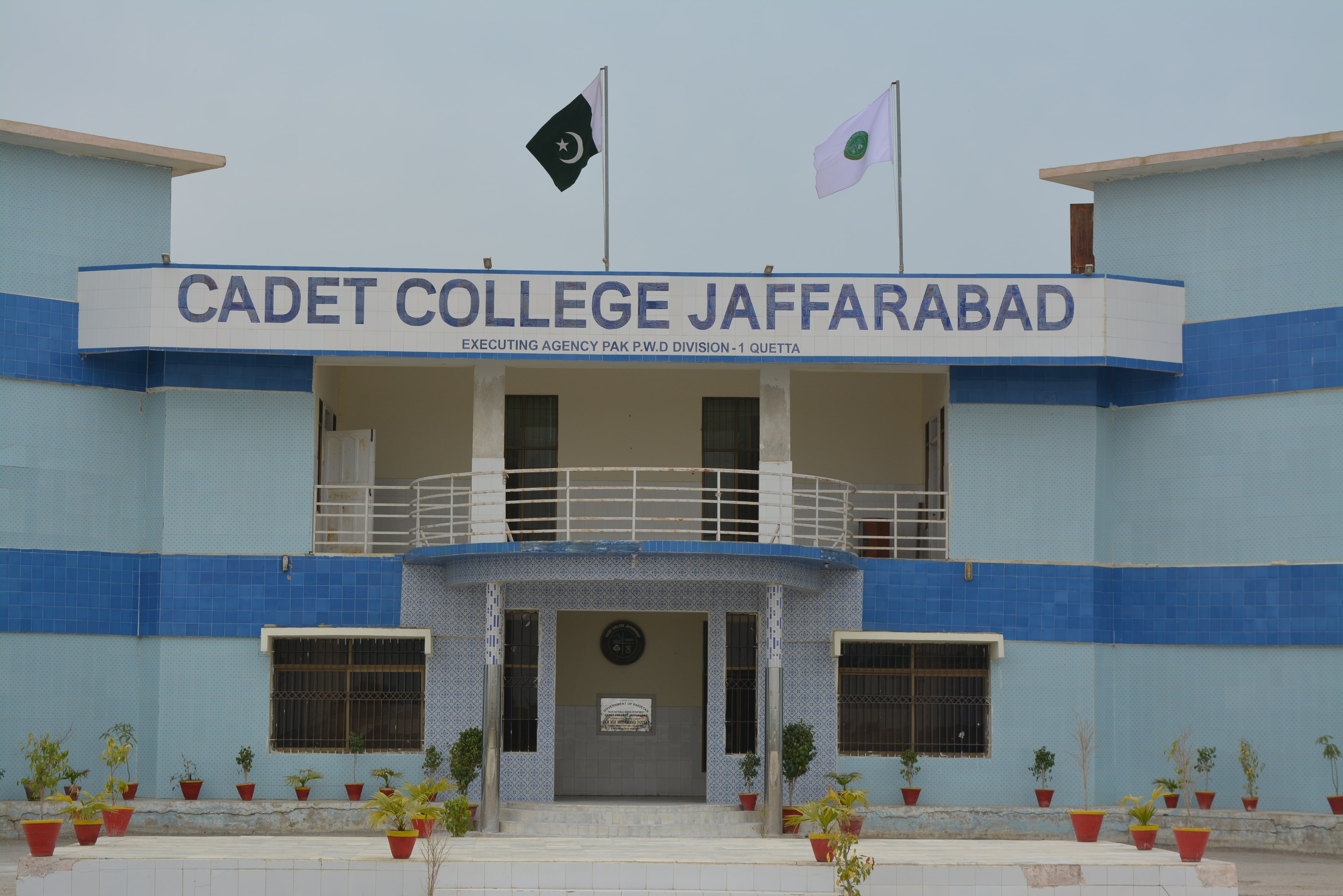
Le Cadet College de Jafarabad.

Le district est divisé en trois tehsils ainsi que 36 Union Councils.
| Tehsil        | Population (rec. 2017) |
| ------------- | ---------------------- |
| Balanari      | 74 976                 |
| Jhat Pat      | 252 611                |
| Usta Mohammad | 186 226                |

La capitale Dera Allah Yar est la plus grande ville du district, située à la frontière orientale du district, suivie de peu par Usta Mohammad, plus centrale.
| Ville          | Population (rec. 2017) |
| -------------- | ---------------------- |
| Dera Allah Yar | 80 908                 |
| Usta Mohammad  | 77 097                 |

## Économie et éducation
Principalement rurale, la population du district vit surtout de l'agriculture. On y produit surtout du blé, du riz, de l'orge, de la moutarde, des lentilles et haricots, ainsi du citron, des mangues et des dattes notamment.
Les services publics sont peu développés dans le district, notamment les infrastructures scolaires qui sont manquantes. Seuls 47 % des enfants sont scolarisés dans le primaire en 2013, et ce taux baisse à 27 % pour l'enseignement secondaire.

## Politique

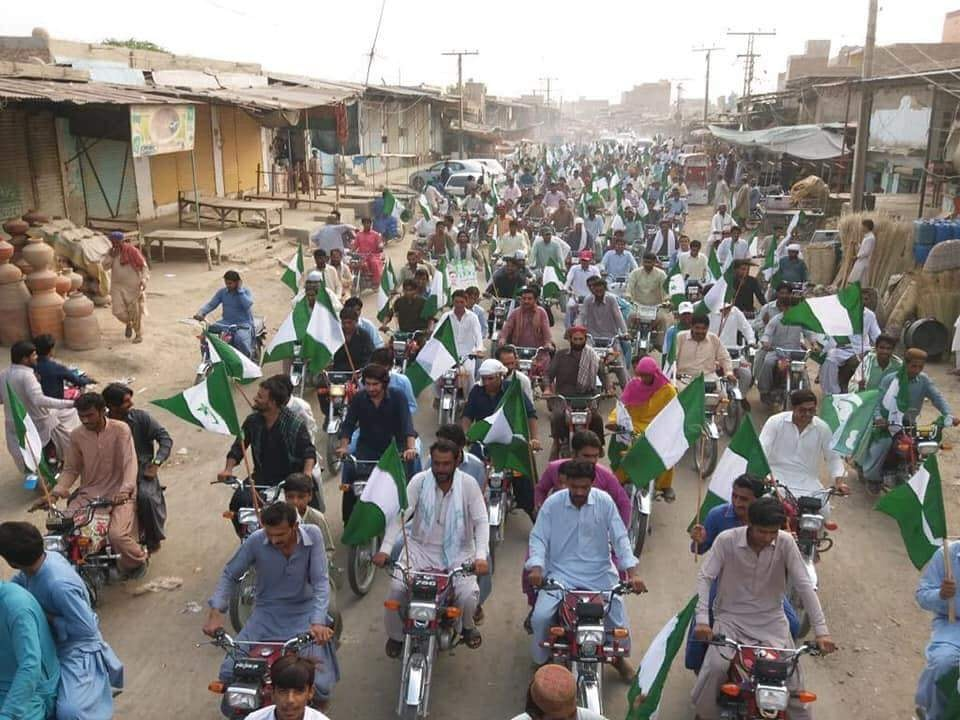
Militants du Parti baloutche Awami à Jafarabad lors des élections législatives de 2018.

De 2002 à 2018, le district est représenté par les trois circonscriptions no 25 à 27 à l'Assemblée provinciale du Baloutchistan. Lors des élections législatives de 2008, elles ont été remportées par deux candidats du Parti du peuple pakistanais (PPP) et un de la Ligue musulmane du Pakistan (Q), et durant les élections législatives de 2013, par trois candidats de la Ligue musulmane du Pakistan (N). À l'Assemblée nationale, il est partiellement représenté par la circonscription no 266, qu'il partage avec le district de Nasirabad. Lors des élections de 2008, elle a été remportée par un candidat du PPP, et durant les élections de 2013, par un indépendant.
Depuis le redécoupage électoral de 2018, le district partage avec le district de Sohbatpur la circonscription no 261 pour l'Assemblée nationale et est pleinement représenté par les circonscriptions 13 et 14 de l'Assemblée provinciale. Lors des élections législatives de 2018, elles sont remportées par deux candidats du Mouvement du Pakistan pour la justice et un du Parti baloutche Awami,.
| Parti                                      | Voix (provincial) | %       | Élu national | Élus provinciaux |
| ------------------------------------------ | ----------------- | ------- | ------------ | ---------------- |
| Mouvement du Pakistan pour la justice      | 19 198            | 26,26 % | 1            | 1                |
| Parti baloutche Awami                      | 19 099            | 26,13 % | 0            | 1                |
| Parti du peuple pakistanais                | 6 518             | 8,92 %  | 0            | 0                |
| Muttahida Majlis-e-Amal                    | 3 527             | 4,82 %  | 0            | 0                |
| Autres partis                              | 3 394             | 4,64 %  | 0            | 0                |
| Indépendants                               | 21 365            | 29,23 % | 0            | 0                |
| Total exprimés (participation : 36,32 %)   | 73 101            | 100 %   | 1            | 2                |
| Source : Commission électorale du Pakistan |                   |         |              |                  |